# Country Knolls
Country Knolls és una concentració de població designada pel cens dels Estats Units a l'estat de Nova York. Segons el cens del 2000 tenia 2.155 habitants.

## Demografia
Segons el cens del 2000, Country Knolls tenia 2.155 habitants, 725 habitatges, i 659 famílies. La densitat de població era de 507,3 habitants/km².
Dels 725 habitatges en un 41,1% hi vivien nens de menys de 18 anys, en un 84,3% hi vivien parelles casades, en un 3,9% dones solteres, i en un 9,1% no eren unitats familiars. En el 8% dels habitatges hi vivien persones soles el 3,3% de les quals corresponia a persones de 65 anys o més que vivien soles. El nombre mitjà de persones vivint en cada habitatge era de 2,97 i el nombre mitjà de persones que vivien en cada família era de 3,12.
Per edats la població es repartia de la següent manera: un 28,2% tenia menys de 18 anys, un 4,9% entre 18 i 24, un 23,7% entre 25 i 44, un 31% de 45 a 60 i un 12,3% 65 anys o més.
L'edat mediana era de 41 anys. Per cada 100 dones de 18 o més anys hi havia 99,7 homes.
La renda mediana per habitatge era de 86.290 $ i la renda mediana per família de 88.637 $. Els homes tenien una renda mediana de 66.490 $ mentre que les dones 40.156 $. La renda per capita de la població era de 33.027 $. Entorn del 0,9% de les famílies i l'1,6% de la població estaven per davall del llindar de pobresa.